# Sandvlietmolen
De Sandvlietmolen was een standerdmolen die stond op Bastion Vught in de stad 's-Hertogenbosch. De molen is gebouwd in 1627 en heeft er tot 1900 gestaan. Rond deze tijd werd de molen verplaatst naar het gehucht Vleut, iets ten noorden van Best. Daar is de molen definitief rond 1929 afgebroken.
Rond 1834 heeft de toenmalige molenaar een rosmolen ernaast gebouwd. De molenaar kon dan bij windstilte ook het graan in de molen malen.